# Luís de Montalvor
Luis de Montalvor, eigentlich Luis Filipe de Saldanha da Gama da Silva Ramos, (* 31. Januar 1891 auf São Vicente, Kap Verden; † 2. März 1947 in Lissabon) war ein portugiesischer Schriftsteller, der hauptsächlich als Lyriker und Essayist tätig war. Als Herausgeber war er maßgeblich an der Gründung der legendären Zeitschrift Orpheu beteiligt.

## Leben
Luis de Montalvor, sein Pseudonym, wurde auf den Kap Verden, damals noch eine portugiesische Kolonie, geboren. Als er zwei Monate alt war, kehrten seine Eltern nach Lissabon zurück. Den Großteil seines Lebens verbrachte er dann in Lissabon, mit einer Unterbrechung von 1912 bis 1915, wo er der persönliche Sekretär des damaligen portugiesischen Botschafters in Brasilien und späteren Präsidenten der Republik, Bernardino Machado, wurde.
Er war Mitbegründer der legendären Zeitschrift Orpheu (1915) sowie ein Jahr später der Zeitschrift Centauro. Sein literarisches Werk wird der ersten portugiesischen Moderne zugerechnet und der Dekadenzliteratur. Er publizierte in bedeutenden Zeitschriften wie Contemporânea, Presença, Athena, Seara Nova. Gedichte von ihm wurden nur in den Magazinen veröffentlicht, Buchpublikationen – auch posthum – sind bisher nicht erfolgt. Als Beispiel für ein bekanntes Gedicht von ihm gilt „Noite de Satan“ (Die Nacht von Satan). Mit der Gründung der Schriftenreihe „Atica“ 1942 hatte er es sich zur Aufgabe gemacht, das Werk von Fernando Pessoa und Mário de Sá-Carneiro posthum zu veröffentlichen.
Er starb bei einem Autounfall. Sein Wagen raste in den Tejo und er ertrank. Bis heute ist nicht restlos geklärt, ob es Selbstmord oder ein Unfall war. Er hinterließ seine Frau und einen Sohn.